# 施塔德
施塔德（德語：Stade，發音：[ˈʃtaːdə] ⓘ）是德国下萨克森州施塔德县的城市，也是施塔德县的县治，面积110.07平方千米，2023年12月31日人口为48,708人。
公元前1000年有人开始在此定居。994年，该定居点被维京人掠夺，该地首次以书面形式被提及为“Stethu”。12世纪参与创建了汉萨同盟。

## 友好城市
- 波蘭 戈乌达普
- 瑞典 卡尔斯港
- 以色列 吉瓦特什穆埃爾

## 人物
- 奥古斯特·卡尔·冯·格本
- 恩斯特·汉斯·路德维希·克劳泽
- 乌尔里希·德梅齐埃

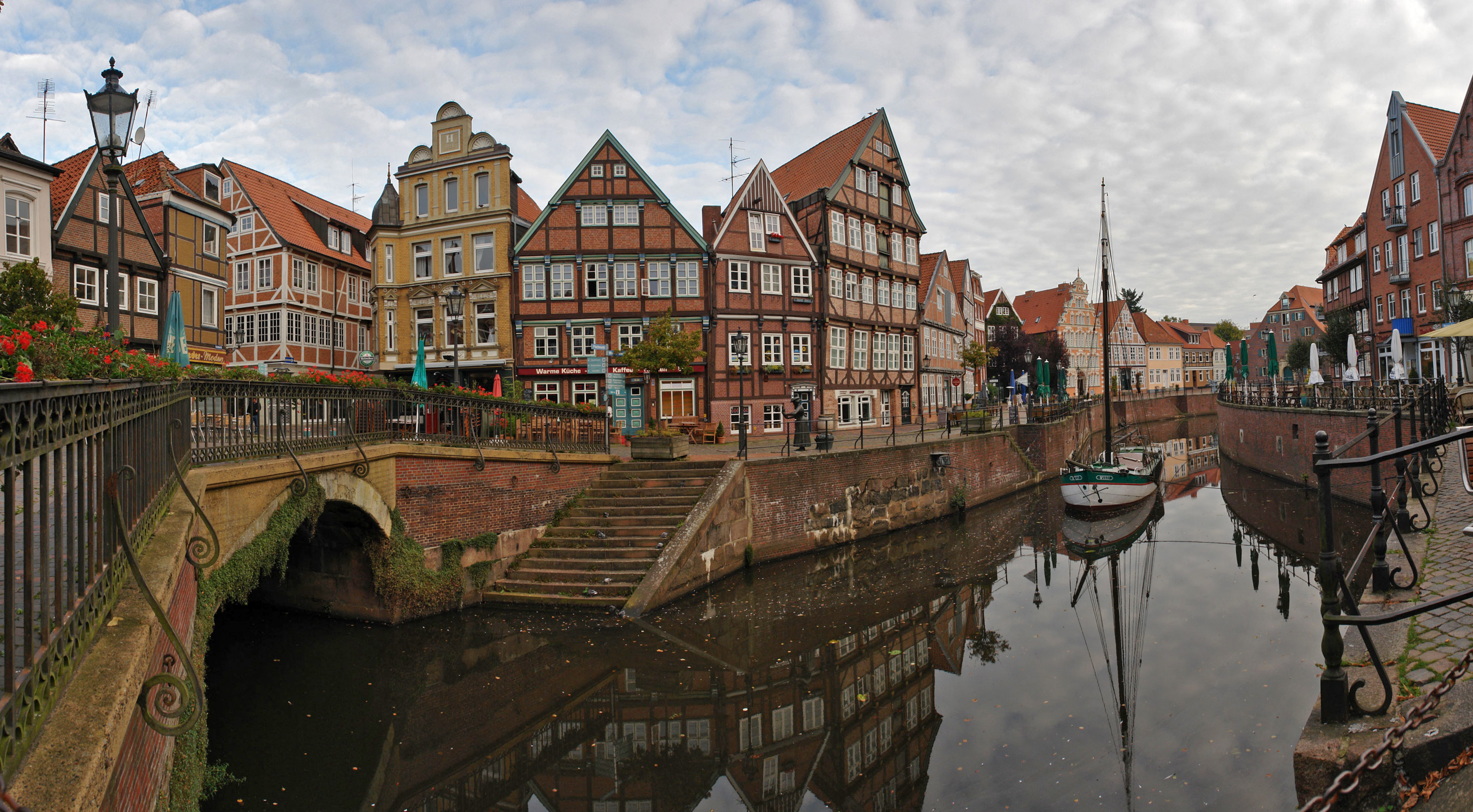
港口周围的半木构造建筑
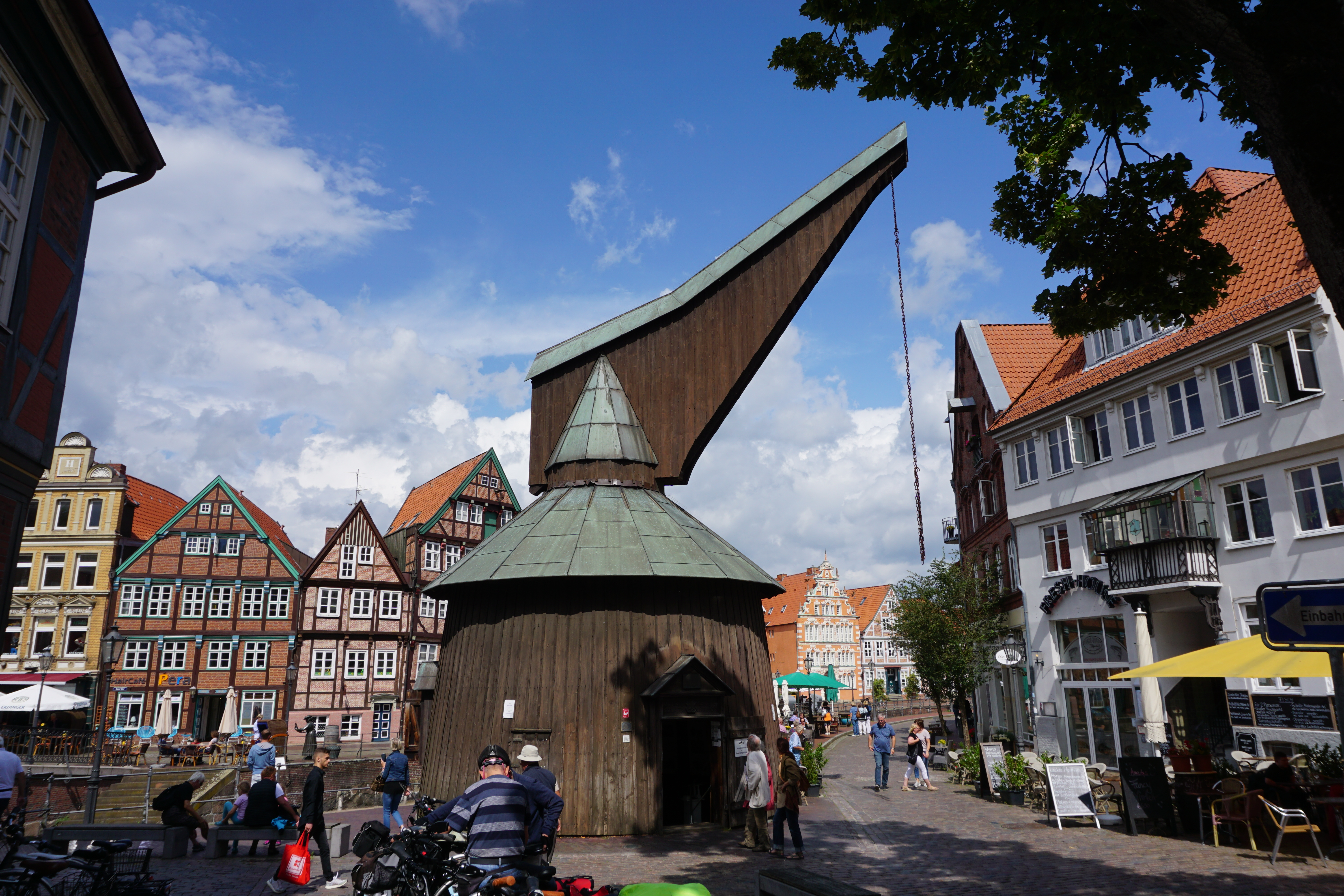
木脚踏起重机